# موقع ايواريضن (آثار أقدام الديناصورات)
موقع ايواريضن هو موقع جيولوجي وسياحي يحتوي على آثار حوافر الديناصورات، يوجد الموقع بضواحي مدينة دمنات بقرية إيروطان التابع لمشيخة ايواريضن، جماعة سيدي بوخالف، إقليم أزيلال، جهة بني ملال خنيفرة بالمملكة المغربية. الموقع يعتبر جزءا من المنتزه الجيولوجي جيوبارك مگون التي يضم مجموعة من المواقع الجيولوجية، السياحية والأركيولوجية الممتدة علة طول الأطلس الكبير الأوسم بين مدينتي بني ملال وأزيلال، الموقع مسجل لدى منظمة اليونسكو باعتباره ثراثا انسانيا يجب الحفاظ عليه.

## وصف الموقع
الموقع عبارة عن حوض مقعر أو سيكلينيكي لأنه محاط بجبال الأطلس الكبير من كل الجوانب، يحتوي الموقع على عدة أنواع من آثار الديناصورات المطبوعة في الغلاف الصخري الذي كان فيما مضى عبارة عن طبقة رسوبية. احتفظت الطبقة بآثار أقدام الديناصورات بعد تعرضها للتصخر وبفعل عوامل التعرية برزت إلى السطح بعد مدة من الزمن. ترجع هذه الآثار إلى ما يقارب 160 مليون سنة.
يحتوي الموقع على أربع مجموعات من الآثار، كل مجموعة مرتبة في مسار مستقيم يبين اتجاه مشي الديناصور، يبلغ الطول المتوسط لكل أثر 30 سنتمتر وعرضها 25 سنتمتر:
- المجموعة الأولى: تتكون من 9 آثار واضحة لقدم الديناصور قبل أن تختفي الآثار تحث طبقة من الصخور لم تتعرض للتعرية.[4]
- المجموعة الثانية : تتكون من 12 أثرا لحوافر الديناصور قبل أن يتوقف مسار المشي بسبب طبقة صخرية مختفية بالكامل.[4]
- المجموعة الثالثة : تتكون من 4 آثار واحد منها يظهر بشكل جيد والثلاثة الآخرين فقدو شكلهم الأصلي.[4]
- المجموعة الرابعة : تتكون من 5 آثار غير بارزة بشكل جيد بسبب عوامل التعرية.[4]

هذه المجموعات الأربع ليست هي الوحيدة في المنطقة بل هناك الكثير منها، حسب بعض التقديرات هناك ما يفوف 2400 أثر، لكنها متوزعة على نطاق المنتزه بداية من ايواريضن الى حدود مدينة بني ملال. توجد مواقع أخرى تحتوي على آثار مشابهة لتلك الموجودة بموقع ايواريضن.
- آثار ديناصورات ايواريضن_المجموعة الاولى
- آثار ديناصورات ايواريضن_المجموعة الثانية
- آثار ديناصورات ايواريضن_المجموعة الثالثة
- آثار ديناصورات ايواريضن_المجموعة الرابعة

## اكتشاف الموقع
تم اكتشاف الموقع سنة 1937 من طرف الجيولوجيين Plateau, Giboulet وRoch ، زيادة على مواقع أخرى مثل :
- موقع أيت ميمون
- موقع اسيل نايت الربع
- موقع طريق اميلشيل
- موقع تغيغاشت
- موقع ألمو ن تيكري
- موقع تاورا
- موقع تورزا
- موقع تكسا
- موقع تانسيخت
- موقع المرس
- موقع أركانة
- والقائمة طويلة

## الوصول إلى الموقع
يمكن الوصول إلى الموقع عبر مدينة دمنات، يوجد الموقع على بعد 10 كيلومتر من هذه المدينة المعروفة بجاذبيتها السياحية بسبب القنطرة الطبيعية المسماة امينفري. تبعد مدينة دمنات ب 100 كيلومتر عن مدينة مراكش العاصمة السياحية للمملكة المغربية، الطريق معبدة وصولا إلى الموقع الموجود بجانب الطريق.

## معرض صور

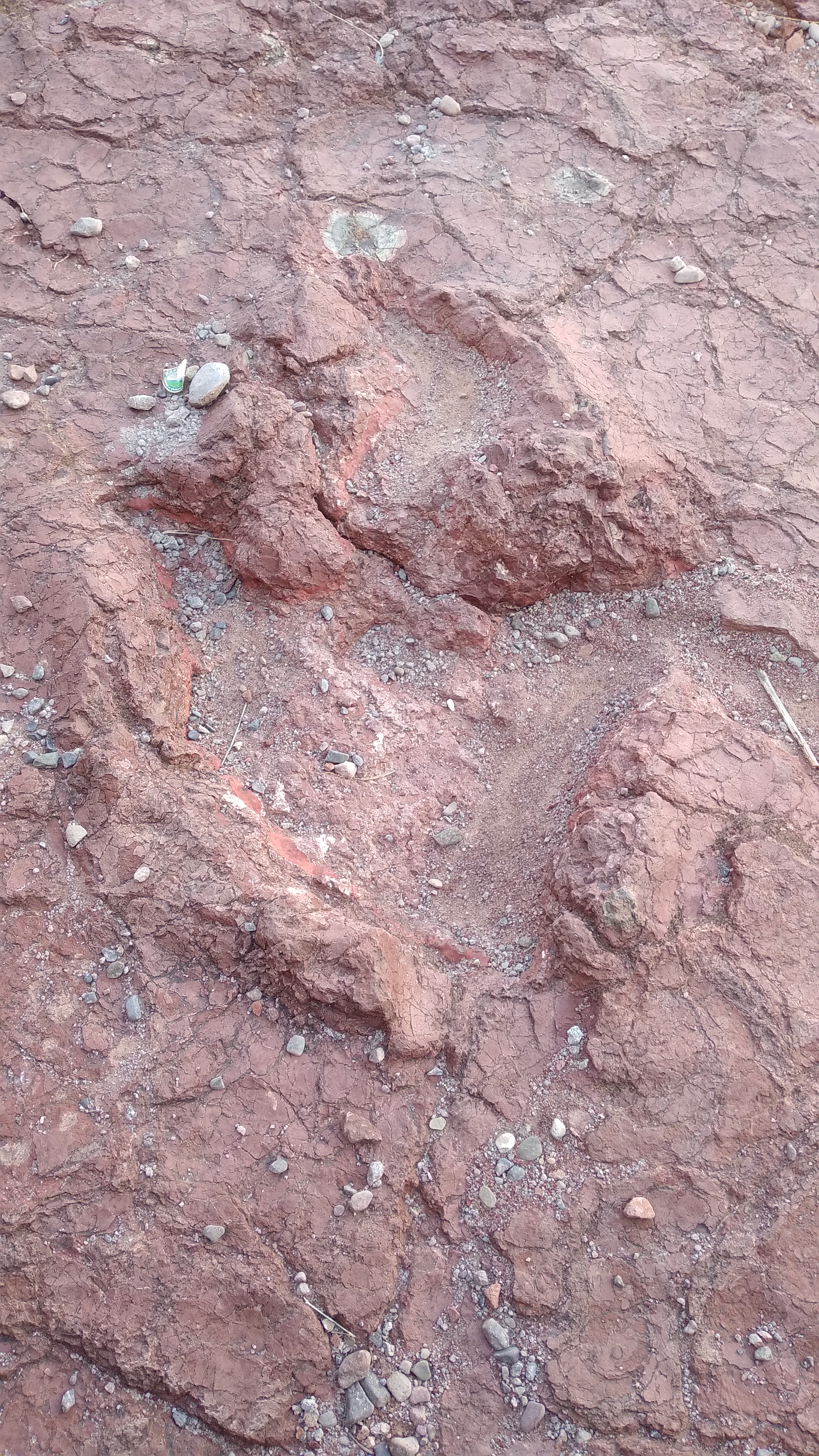
أثر قدم
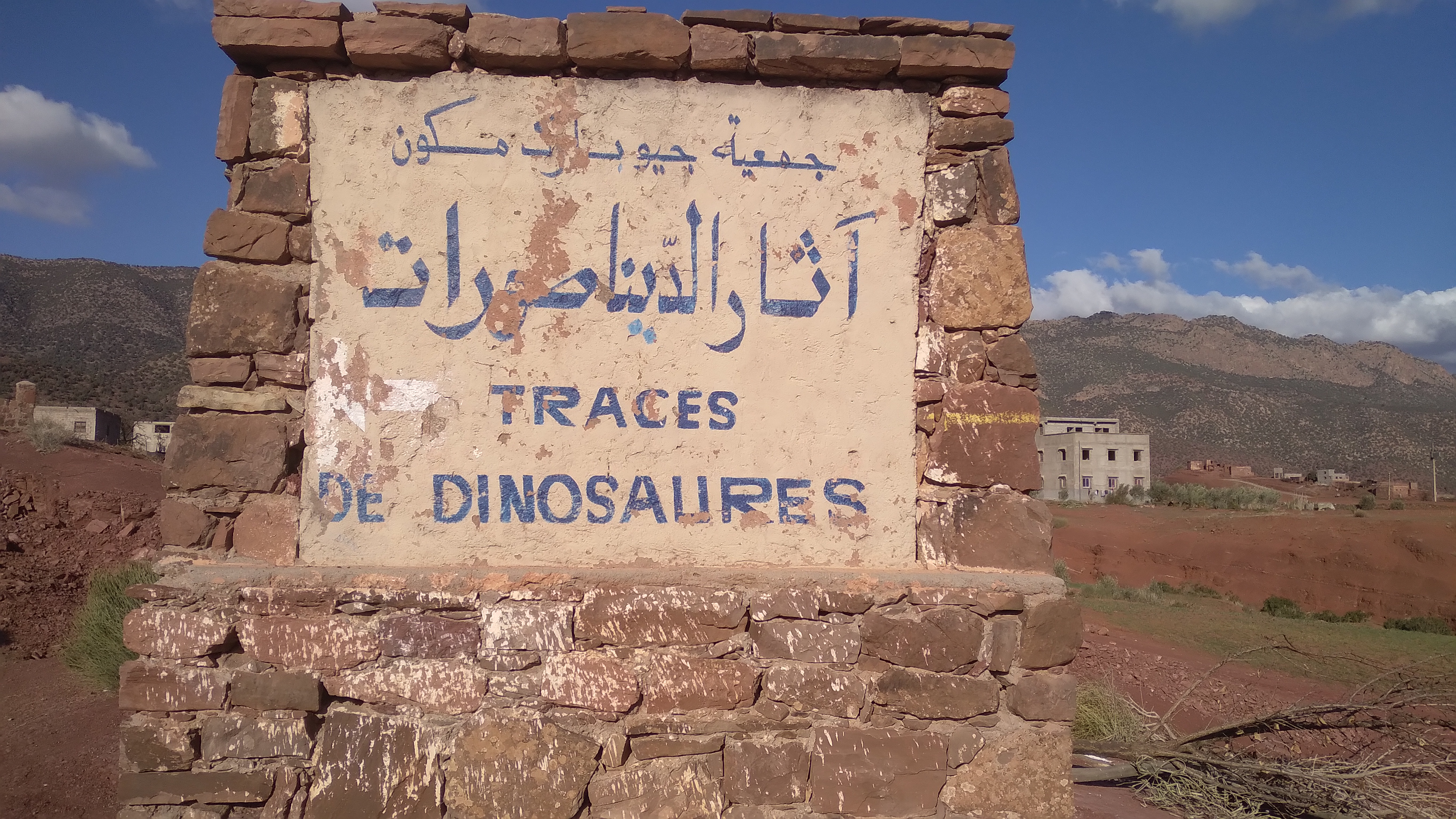
نصب ارشادي بالموقع
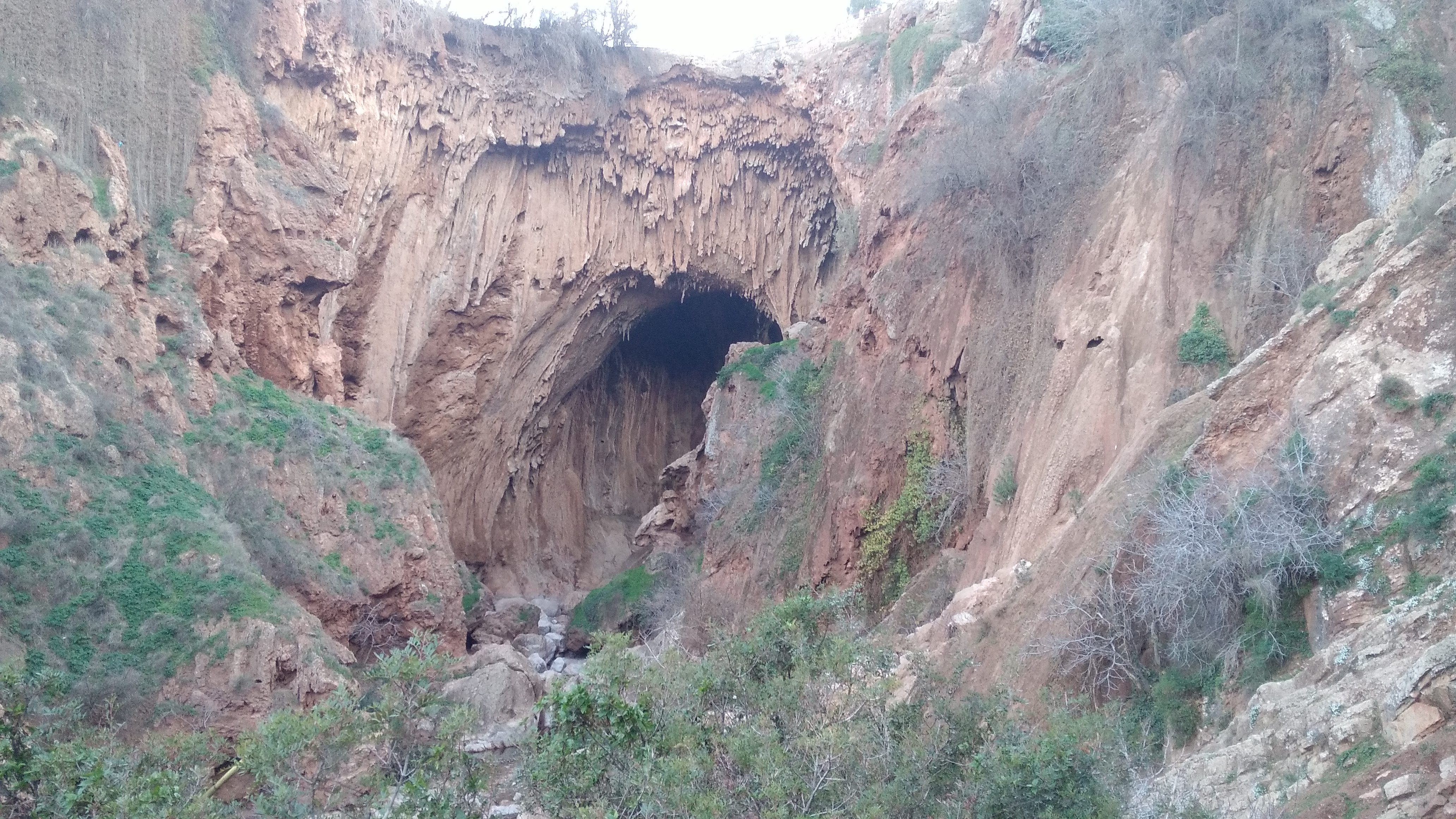
القنطرة الطبيعية امينفري بدمنات

## اكتشاف الموقع
تم اكتشاف الموقع سنة 1937 من طرف الجيولوجيين Plateau, Giboulet وRoch 